# Cantone di Saint-Étienne-de-Saint-Geoirs
Il Cantone di Saint-Étienne-de-Saint-Geoirs era una divisione amministrativa dell'arrondissement di Grenoble.
A seguito della riforma approvata con decreto del 18 febbraio 2014, che ha avuto attuazione dopo le elezioni dipartimentali del 2015, è stato soppresso.

## Composizione
Comprendeva i comuni di:
- Bressieux
- Brézins
- Brion
- La Forteresse
- La Frette
- Plan
- Saint-Étienne-de-Saint-Geoirs
- Saint-Geoirs
- Saint-Michel-de-Saint-Geoirs
- Saint-Pierre-de-Bressieux
- Saint-Siméon-de-Bressieux
- Sillans